# Piia Korhonen
Piia Korhonen est une joueuse finlandaise de volley-ball née le 12 janvier 1997 à Eura. Elle mesure 1,85 m et joue au poste d'attaquante. 

## Clubs
| Club              | De        | À         |
| ----------------- | --------- | --------- |
| Euran Raiku       |           | 2012-2013 |
| LiigaEura         | 2013-2014 | 2013-2014 |
| HPK Naiset        | 2014-2015 | 2016-2017 |
| Dresdner SC       | 2017-2018 | 2019-2020 |
| Pallavolo Hermaea | 2020-2021 | …         |

## Palmarès

### Équipe nationale
- Ligue européenne
  - Finaliste : 2017.

### Clubs
- Championnat de Finlande
  - Vainqueur : 2016.
  - Finaliste : 2017.
- Coupe d'Allemagne
  - Vainqueur : 2018, 2020.
- Coupe de Finlande
  - Finaliste : 2016.
- Supercoupe d'Allemagne
  - Finaliste : 2018.

### Distinctions individuelles
en sélection :
- 2017 : Ligue européenne — Meilleure marqueuse.
- 2017 : Ligue européenne — Meilleure serveuse.